# Galen (Nueva York)
Galen es un pueblo ubicado en el condado de Wayne en el estado estadounidense de Nueva York. En el año 2000 tenía una población de 2,277 habitantes y una densidad poblacional de 29 personas por km².

## Geografía
Galen se encuentra ubicado en las coordenadas 42°4′3″N 76°52′49″O / 42.06750, -76.88028.

## Demografía
Según la Oficina del Censo en 2000 los ingresos medios por hogar en la localidad eran de $36,098, y los ingresos medios por familia eran $45,175. Los hombres tenían unos ingresos medios de $31,900 frente a los $25,789 para las mujeres. La renta per cápita para la localidad era de $16,385. Alrededor del 9.9% de la población estaban por debajo del umbral de pobreza.